# William Ferreira
William Ferreira Martínez est un footballeur uruguayen né le 25 février 1983 à Artigas (Uruguay). Il évolue au poste d'attaquant.

## Biographie

### Carrière
- 2002-2004 :  Nacional
- 2005-2006 :  CA Fénix
- 2006-2007 :  Rampla Juniors
- 2007 :  CA Fénix
- 2008 :  Defensor Sporting
- 2009-2014 :  Club Bolívar
- 2012 :  Liverpool FC
- 2014 :  Leones Negros UdeG
- 2015 :  Independiente del Valle
- 2015-2018 :  Club Bolívar
- 2019- :  Always Ready

## Palmarès

### Club
- Avec Nacional :
  - Champion d'Uruguay en 2002.

- Avec Defensor Sporting :
  - Champion d'Uruguay en 2008.

- Avec Club Bolívar :
  - Champion de Bolivie en 2008 (Apertura).
  - Meilleur buteur de la Liga de Fútbol Profesional Boliviano en 2009 (Apertura) (16 buts), 2009 (Clausura) (9 buts) et 2010 (Clausura) (14 buts).